# De baadsters
De baadsters (Frans: Les Baigneuses) is een schilderij van Gustave Courbet uit 1853. Sinds 1868 maakt het deel uit van de collectie van het Musée Fabre in Montpellier. 

## Voorstelling
Op het schilderij zijn twee vrouwen te zien omgeven door dichte begroeiing. De eerste, die uit het water tevoorschijn komt, wordt op de rug gezien. Ze bedekt haar billen gedeeltelijk met een witte doek die ze in één hand vasthoudt. In haar oor draagt ze een gouden oorbel en haar zwarte haar is in een knotje naar achteren gebonden. Ze lijkt de andere vrouw, die op de grond zit, te groeten. Het is niet duidelijk of de tweede vrouw zich aan het aankleden is  - een van haar voeten is bloot en vies - of haar kleren juist uittrekt. Op de voorgrond van het schilderij is een zanderige oever te zien met kleine en grote rotsen. De kleding van de staande vrouw hangt links aan de takken van een boom.

## Ontvangst
In de periode dat hij De baadsters schilderde, beleefde Courbet zijn eerste successen in Frankrijk. Hij had werken verkocht aan de staat en aan notabelen van de Tweede Republiek en kreeg toegang tot de Parijse salon. Hij had echter een ambigue houding ten opzichte van dit officiële circuit. Hij hunkerde naar erkenning, maar wilde ook zijn artistieke vrijheid behouden. Toen Courbet vanaf de zomer van 1852 weer vrouwelijke naakten ging schilderen, bereikte deze dubbelzinnigheid een hoogtepunt.  
Op 13 mei 1853 schreef hij aan zijn ouders: “Mijn schilderijen zijn de afgelopen dagen zonder enig bezwaar door de jury ontvangen. (...) Heel Parijs maakt zich klaar om ze te zien en het geluid te horen dat ze zullen maken. Wat betreft De baadsters, dat is een beetje eng, hoewel ik sindsdien een doek over de billen heb gelegd. Het landschap van dit schilderij heeft algemeen succes."
Ondanks de geruststellende woorden van Courbet, veroorzaakte het werk een groot schandaal op de Salon, die op 15 mei 1853 geopend werd. Het hing op een prominente plek, op ooghoogte met het publiek, wat niet het geval was bij De worstelaars, het andere naakt van Courbet op de Salon. Er kwam unanieme kritiek op het schilderij, waarin walging, onbegrip en spot om voorrang streden. De voorstelling paste niet bij de toen geldende idealen van de romantische en neoklassieke schilderkunst. De dichter en criticus Théophile Gautier schreef op 21 juli in La Presse dat hij op De baadsters een soort Hottentot-Venus uit het water zag komen, die "zich naar de toeschouwer toedraait met een monsterlijke kont gewatteerd met kuiltjes." De illustrator Cham maakte een spotprent van het schilderij voor de krant Le Charivari met als ondertitel: Femme de 45 ans sur le point de se laver pour la primière fois de sa vie, dans l'espoir d'apporter un soulagement à ses varices, (Vrouw van vijfenveertig op het punt om zich voor de eerste keer te gaan wassen in de hoop verlichting te vinden voor haar spataderen.)  
Door afstand te nemen van de geïdealiseerde naakten van Ingres of David, ging Courbet tegen de de goede smaak van zijn tijd in. Hij koos ervoor eenvoudige mensen van het platteland te laten zien in het landschap van de Franche-Comté, zijn geboortestreek. Hij wilde de werkelijkheid natuurgetrouw weergeven en niet aanpassen aan klassieke idealen. Dit was aan het begin van de zeventiende eeuw voor het eerst gedaan door de gebroeders Le Nain, die boeren afbeelden die naar de toeschouwer keken, en door schilders uit de Nederlandse en Vlaamse Gouden Eeuw. Anders dan zijn voorgangers werkte Courbet op een groot formaat, in die tijd voorbehouden aan religieuze en mythologische schilderijen en portretten van de belangrijkste personen binnen de samenleving.

## Herkomst
De verzamelaar Alfred Bruyas kocht het schilderij voor 3.000 frank. Courbet vond in hem een vriend en beschermheer. Bruyas'  aankopen gaven hem financiële en artistieke onafhankelijkheid. Bruyas schonk het schilderij in 1868 aan het Musée Fabre.

## Afbeeldingen

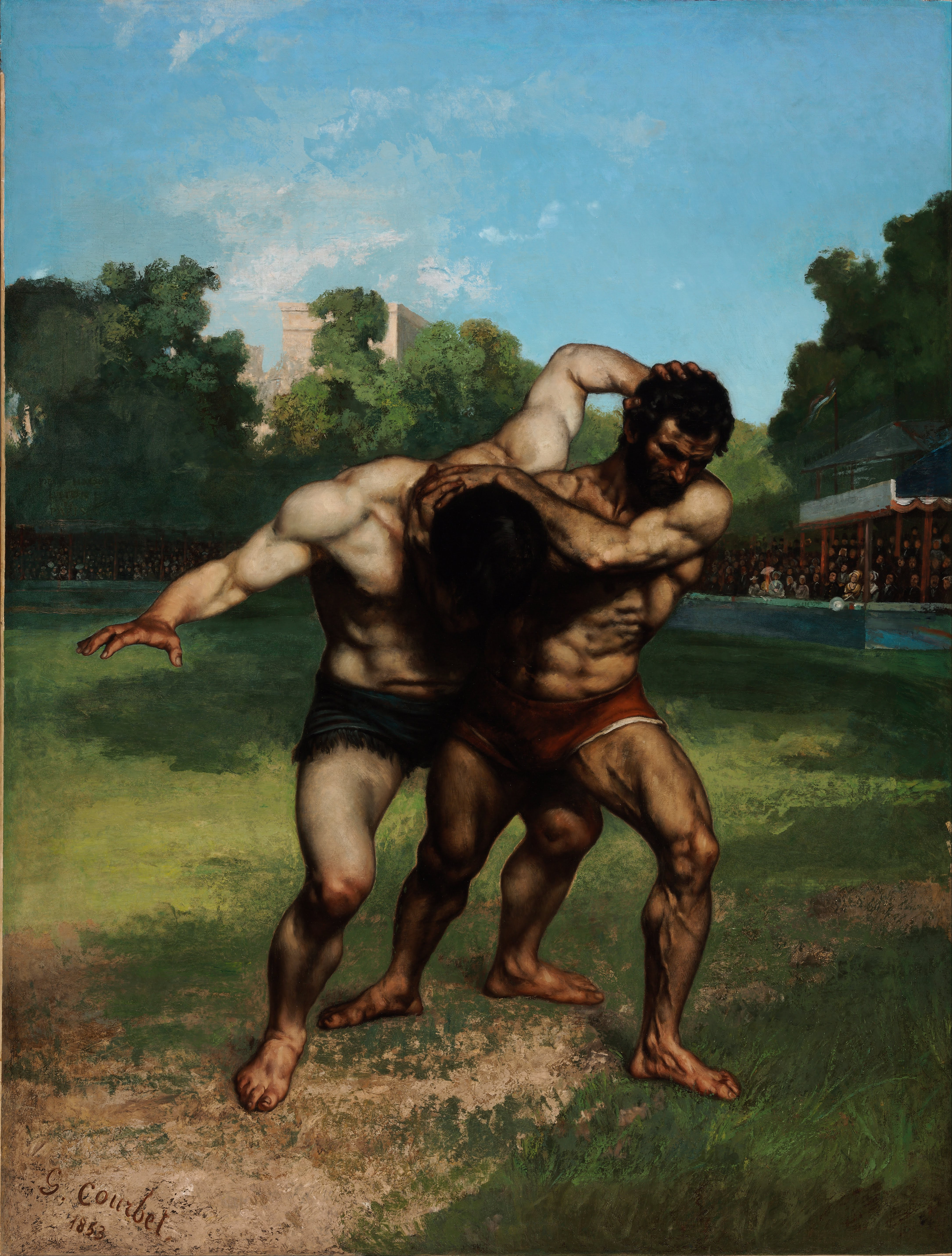
De worstelaars
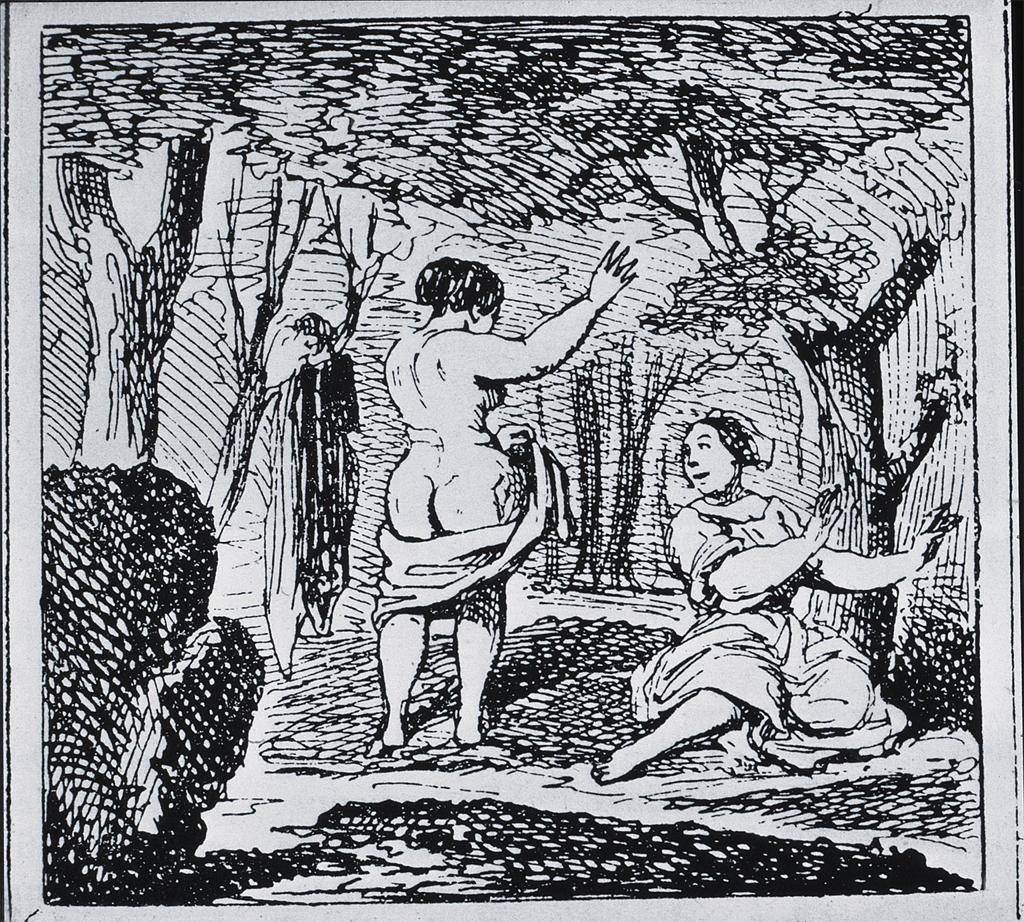
Spotprent van Cham
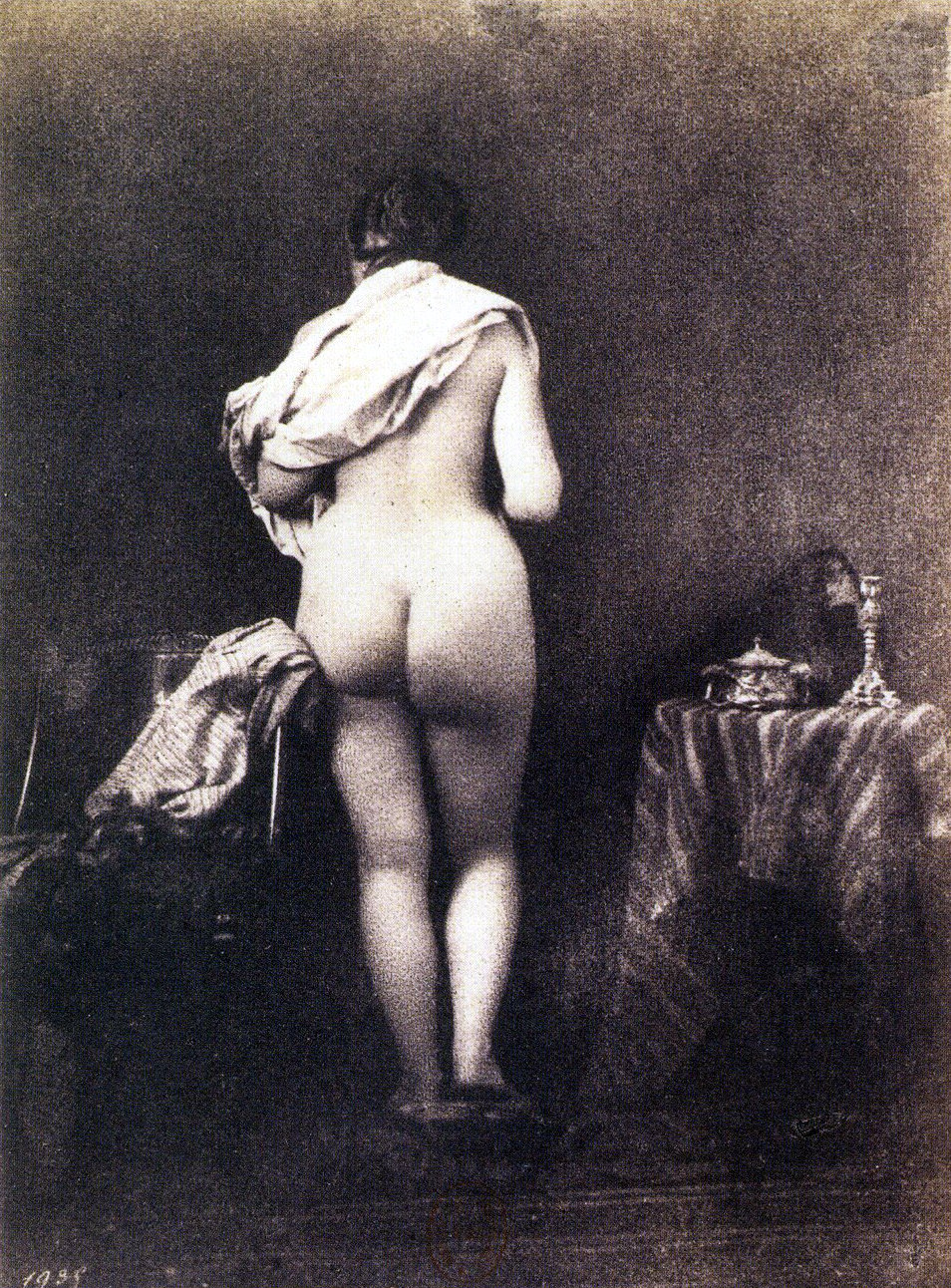
Naakt nr. 1935 (1853) van de fotograaf Julien Vallou de Villeneuve; Courbet liet zich door deze foto inspireren voor zijn centrale model.